# 비가라몬
비가라몬(VIKARALAMON, ヴィカラーラモン)은 디지몬 시리즈에서 등장하는 캐릭터(몬스터)이다.

## 소개
돼지/멧돼지의 형태를 한 디지몬.